# Maria Shriver
Maria Owings Shriver (ur. 6 listopada 1955 w Chicago) – amerykańska dziennikarka, zdobywczyni branżowych nagród, autorka pięciu książek, które ukazują się od 2000 roku. Pierwsza dama Kalifornii (w latach 2003–2011), jako żona gubernatora Arnolda Schwarzeneggera. Para rozwiodła się w 2021 roku, gdy wyszło na jaw, że Schwarzenegger ma nieślubne dziecko. Należy do klanu Kennedych; jej matka – Eunice Kennedy Shriver – była siostrą Johna F. Kennedy’ego. Ma czwórkę dzieci: Katherine, Christinę, Christophera oraz Patricka. 